# Jacopo Facciolati
Jacopo Facciolati (født 4. januar 1682 i Torreglia, død 26. august 1769 i Padua) var en italiensk filolog.
Facciolati virkede i lang tid ved universitetet i Padua. Han leverede nye udgaver af Ambrogio Calepinos oprindelig i 4 sprog begyndte (1502) Dictionarium undecim linguarum (2 bind, 1718) og af Marius Nizolius' Thesaurus Ciceronianus (1734); han har også haft en væsentlig andel i sin discipel Egidio Forcellinis Totius latinitatis lexicon. Af hans korrespondance er udkommet Clarorum Germanorum Hungarorum etc. ad Facciolatum epistolæ (1843); hans levned er skildret af Giovanni Battista Ferrari (1799, på latin) og Giuseppe Gennari (1818). 